# Surviving Mars
Surviving Mars ist ein Städtebau-Simulationsspiel aus dem Jahr 2018, das sich mit der Marskolonisation beschäftigt.

## Spielprinzip

### Start und Infrastruktur
In dem Spiel versucht der Spieler, den Mars zu kolonialisieren. Dazu baut er die notwendige Infrastruktur auf, um die Bedürfnisse der Bevölkerung zu erfüllen und den Umgang lebensfreundlich zu gestalten. Dafür müssen die Bewohner zum Beispiel vor Umwelteinflüssen wie eisigen Temperaturen, Sandstürmen und Meteoriten geschützt werden und die Grundversorgung für Wasser, Sauerstoff, Gesundheit, Nahrung und Strom sichergestellt werden. Bevor man mit der Mission beginnt, muss man sich für einen Sponsor auf der Erde entscheiden und beeinflusst damit auch den Schwierigkeitsgrad, die Anfangstechnologien, die Anzahl der Startraketen, Forschungsetat, Geldmittel und weitere Dinge des Spiels. Es gibt keine feste Handlung, der Spieler ist daher aufgefordert sich eigene Aufgaben zu suchen (Sandbox-Wirtschaftssimulation).

### Bewohner, Technik und Management
Zudem muss der Spieler sich um das Personal kümmern, ihnen passende Arbeit zuteilen und versuchen ihre Wünsche zu erfüllen und zum Beispiel Wohn-, Freizeit- und Kulturanlagen errichten. Die Gebäude orientieren sich dabei an Modellen der durch Science-Fiction beeinflussten Weltraumarchitektur. Weiterhin kann der Spieler aus Science-Fiction bekannte technische Geräte und Technologien wie Drohnen, Weltraumfahrzeuge und Cyborgs nutzen. Bürger die ihre Bedürfnisse nicht befriedigen können an Heimweh oder Nervenzusammenbrüchen leiden. Ebenfalls kümmert sich der Spieler um die Produktion in Anlagen, das Management von Ressourcen und die Wartung der Stadt. Gehandelt werden kann mit der Erde.

### Forschung und Umgebung
Durch Forschung schaltet der Spieler neue Sachen frei. So gibt es in den Bereichen Biotechnologie, Ingenieurswesen, Robotik, Physik und Sozial jeweils 19 verschiedene Technologien zu erforschen, die auf einem Technologiebaum angezeigt werden. Weiterhin kann der Spieler Geheimnisse des Mars aufdecken. Das Spiel kann durch Mods aus dem Steam Workshop erweitert werden.

## Entwicklung und Veröffentlichung
Das Spiel wurde von den Machern von Tropico entwickelt und erstmals im Mai 2017 für den März 2018 angekündigt. Entwickler dabei ist Haemimont Games und Publisher ist Paradox Interactive. Die Entwicklung orientierte sich an Mars-Fotografien der NASA. Am 15. März wurde das Spiel erstmals für Windows, Linux, macOS, PlayStation 4 und Xbox One veröffentlicht. Neben der Standardversion ist auch eine Deluxe Edition, First Colony Edition und ein Season Pass verfügbar.

## Rezeption
Inspiriert wurde das Spiel von Klassikern aus den Bereichen Science-Fiction, dem Futurismus der 1960er Jahre und Städtebausimulationen wie Banished oder Cities: Skylines.
Das Spiel wurde gemischt, aber eher positiv bewertet und erhielt einen Metascore von 77 %. Gelobt werden von der Presse vor allem das Mars-Setting und der Tiefgang, Realismus und die vielen Funktionen und Details bei der Besiedlung des Mars sowie die Grafik im Spiel. Kritisiert wird unter anderem die fehlende Handlung, mögliche Überforderung für Genre-Einsteiger, fehlende Langzeitmotivation, ein fehlender Mehrspielermodus und fehlende Hilfestellungen. Die Nutzerbewertungen fielen in der Anfangszeit hauptsächlich positiv aus.